# Еребуні (район)
40°08′23″ пн. ш. 44°31′40″ сх. д. / 40.13972222° пн. ш. 44.52777778° сх. д.
Еребуні (вірм. Էրեբունի վարչական շրջան) — один із 12 районів Єревана, столиці Республіки Вірменія. Розташований на південний схід від центру міста, де знаходиться фортеця Еребуні. Назва самого Єревана походить від стародавнього Еребуні.
Еребуні межує з Шенгавітом на заході, Кентроном, Норк-Марашом і Нор-Норком районами на півночі, Котайком на сході, Нубарашеном і Котайком на півдні.

## Демографія
За даними перепису 2011 року, населення району становило 123 092 особи (11,61% населення Єревана). Згідно з офіційною оцінкою 2016 року, населення району становить близько 126 500 осіб (4 місце серед районів Єревана).
До 1988 року в Еребуні проживало близько 3 000 представників азербайджанської меншини. Однак переважна більшість членів азербайджанської громади втекла до Азербайджану в результаті обміну населенням під час Першої нагірнокарабаської війни.
Наразі Еребуні в основному населений вірменами, які належать до Вірменської апостольської церкви. Церква Сурпа Месропа Маштоца району будується з 2004 року.

## Транспорт
Район Еребуні обслуговується мережею громадського транспорту, що складається з автобусів і тролейбусів. Тут також є станція «Сасунці Давіт» Єреванського метрополітену, що працює з 7 березня 1981 року.
Єреванський залізничний вокзал в Еребуні був побудований у 1956 році; залізниця існує з 1902 року. Він з'єднує Єреван з багатьма іншими станціями, переліченими нижче:
- Єреван — Батумі
- Єреван — Тбілісі
- Єреван — Гюмрі
- Єреван — Арарат
- Єреван — Станція «Аракс» у Мяснікяні
- Єреван — Єрасх

У районі Еребуні знаходиться другий аеропорт Єревана — аеропорт Еребуні. З часу здобуття Вірменією незалежності аеропорт Еребуні використовувався переважно для військових та приватних рейсів. Там розташована база Військово-повітряних сил Вірменії, а на злітно-посадковій смузі Еребуні стоять кілька літаків МіГ-29.

## Освіта
Станом на 2018 рік у районі працює 21 державна школа, 3 приватні школи, 2 професійно-технічні училища, а також школа для дітей з особливими потребами. Є також художня школа імені Михайла Малунцяна та музична школа імені Тиграна Чухаджяна.

## Галерея

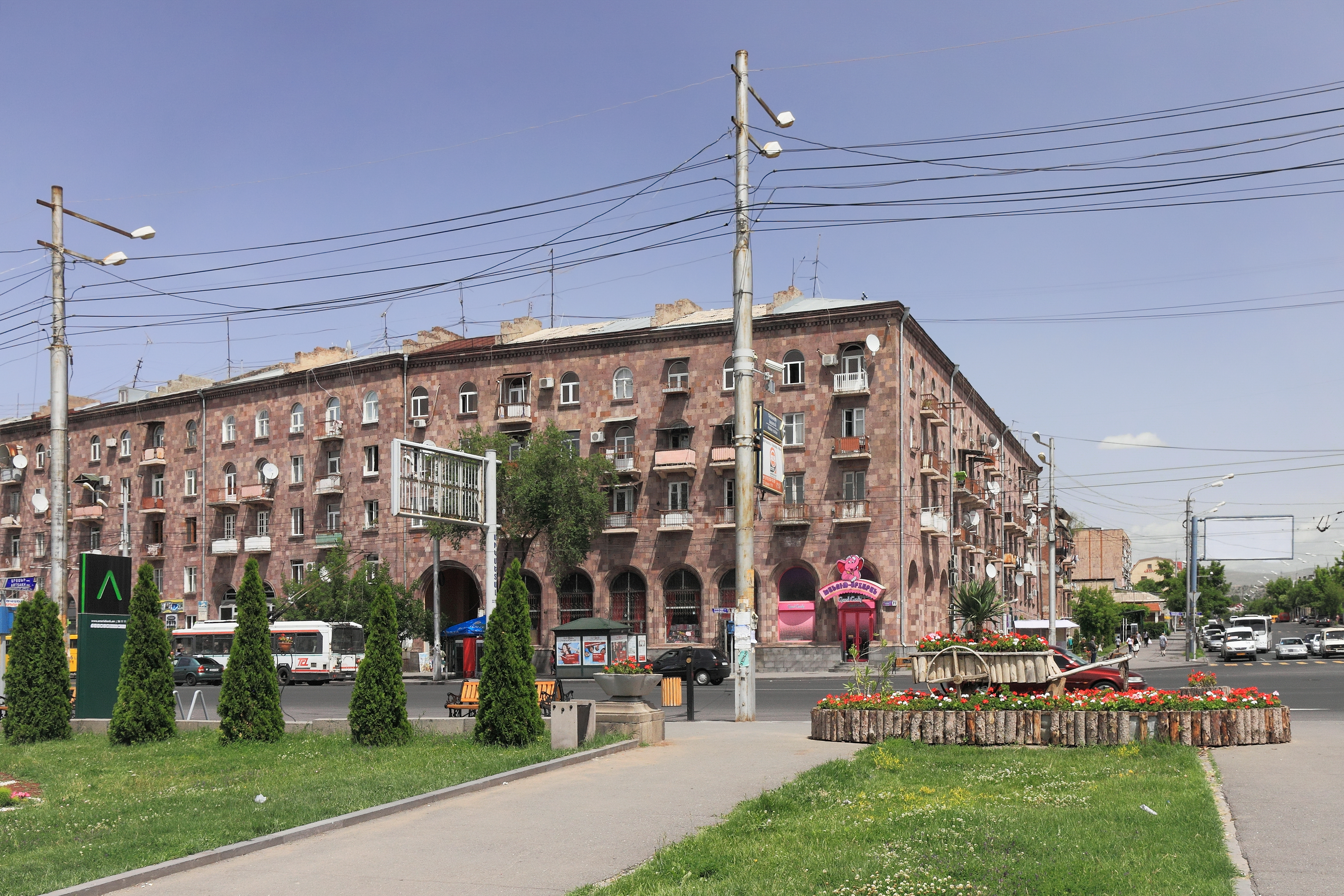
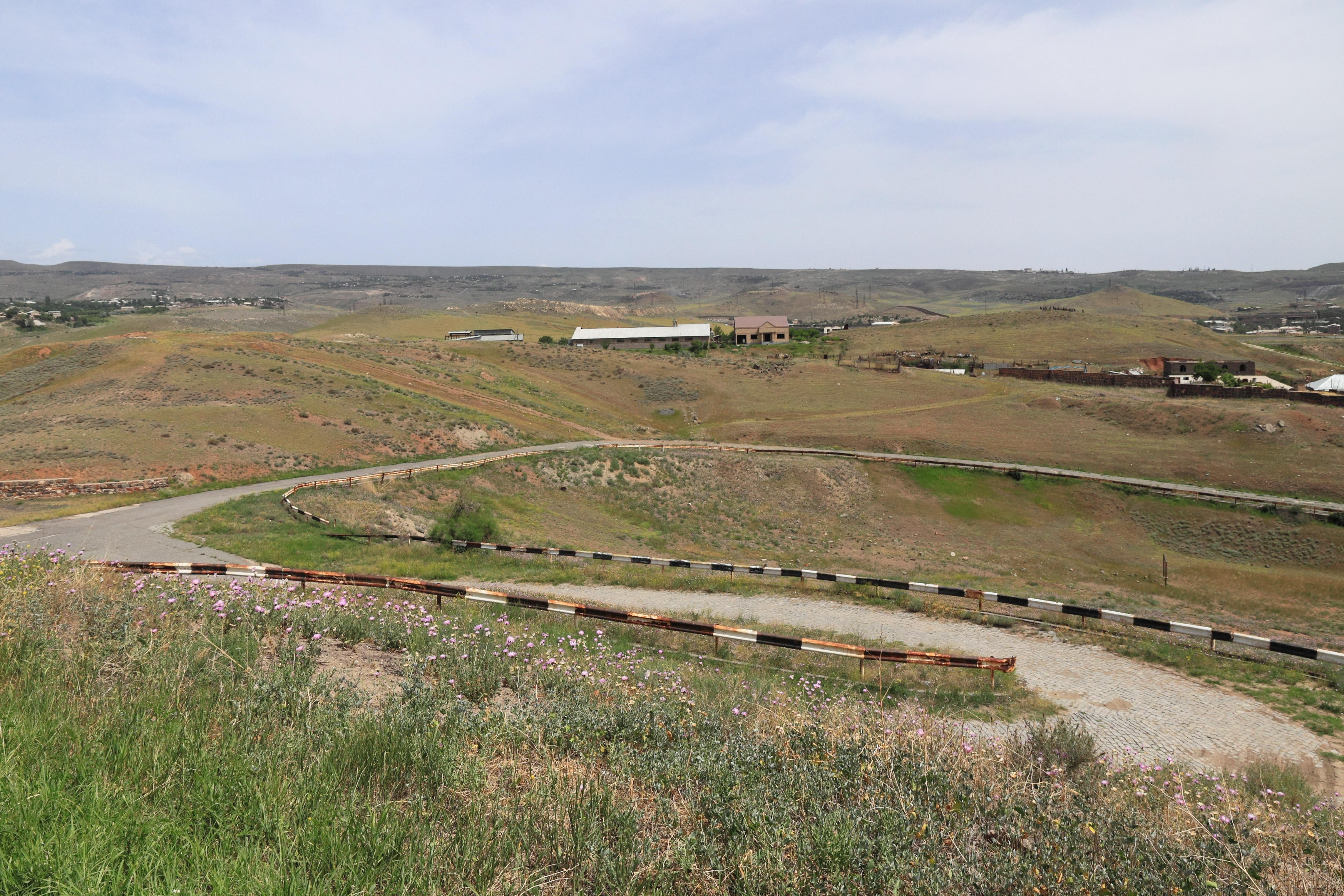
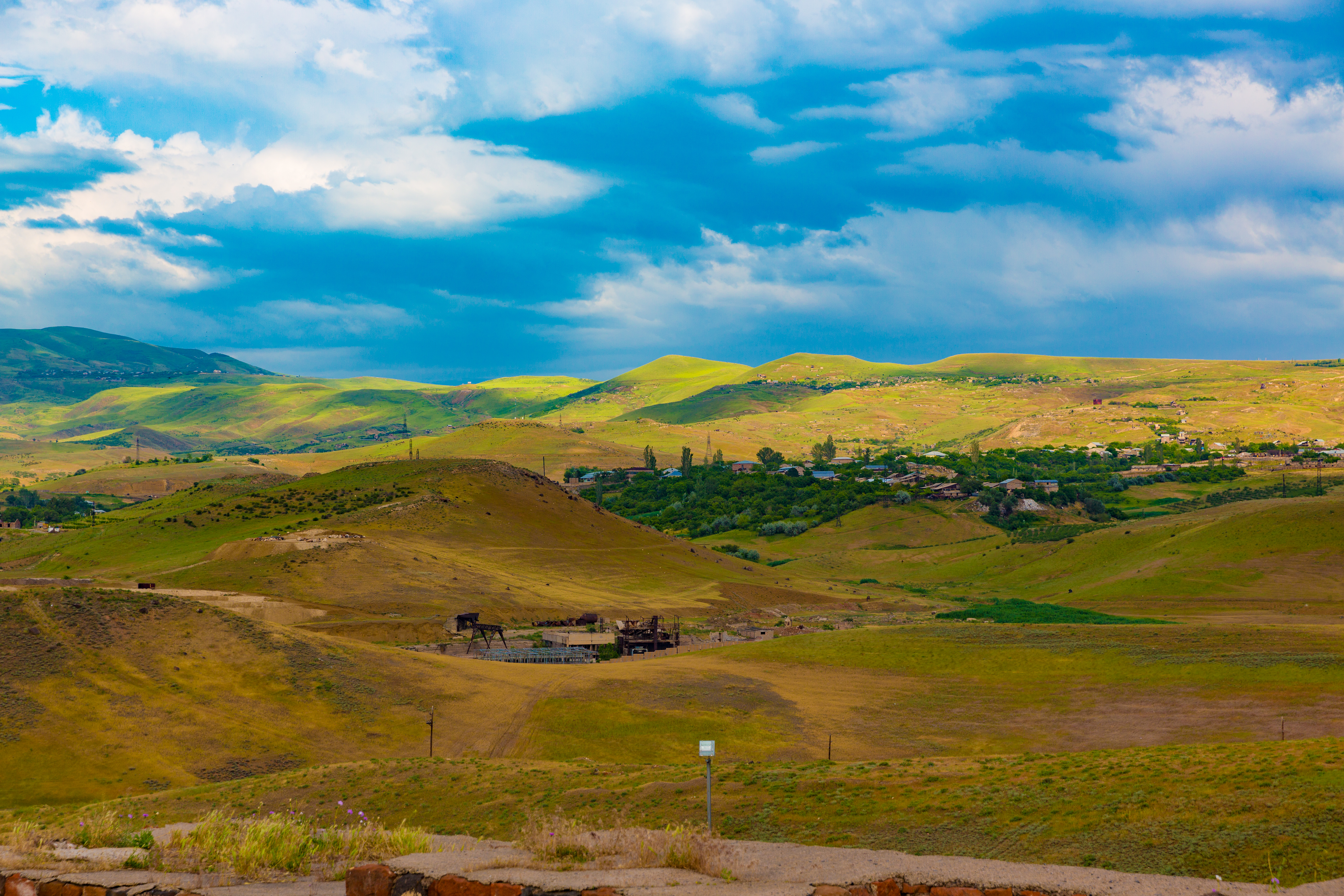
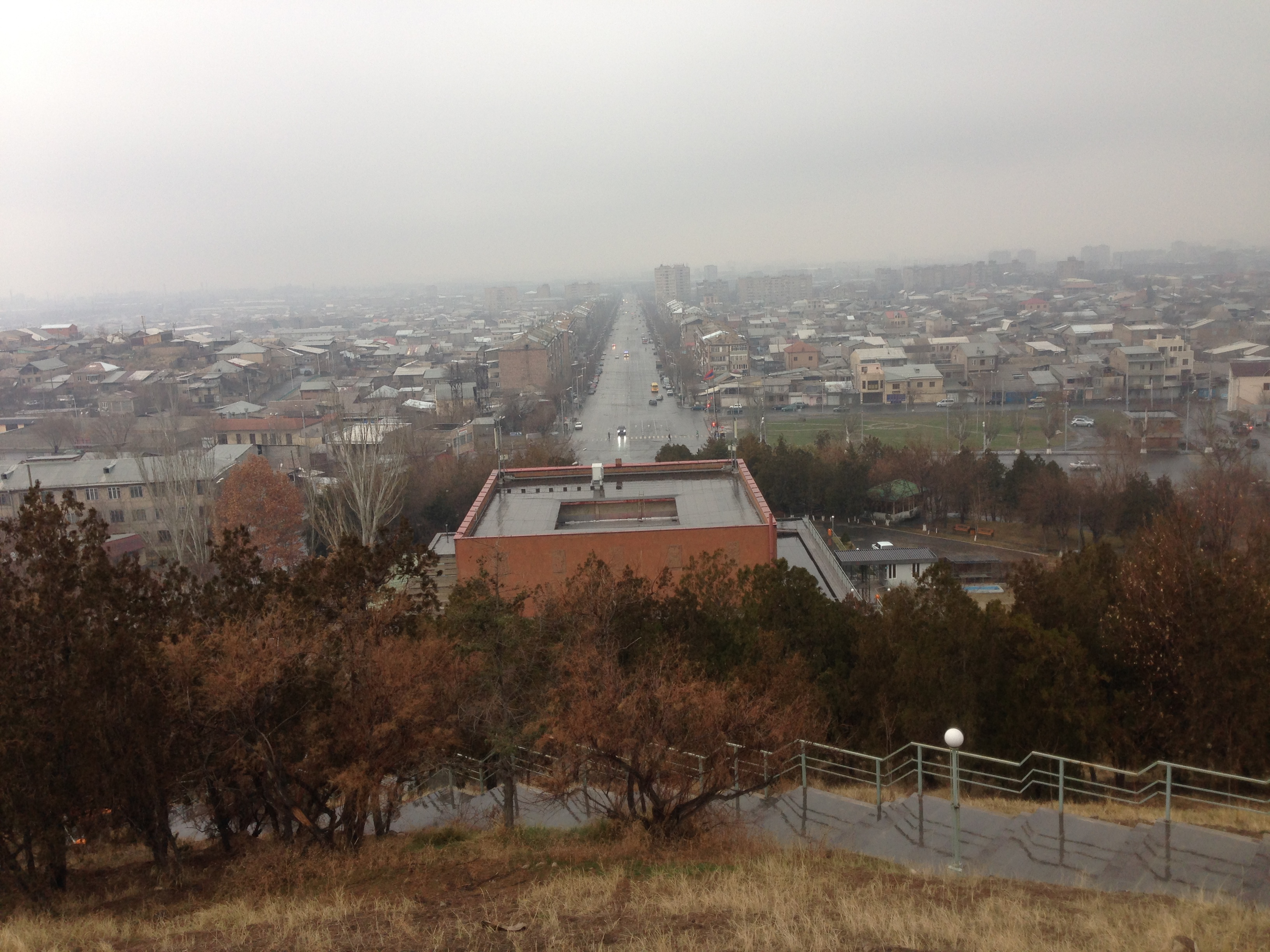
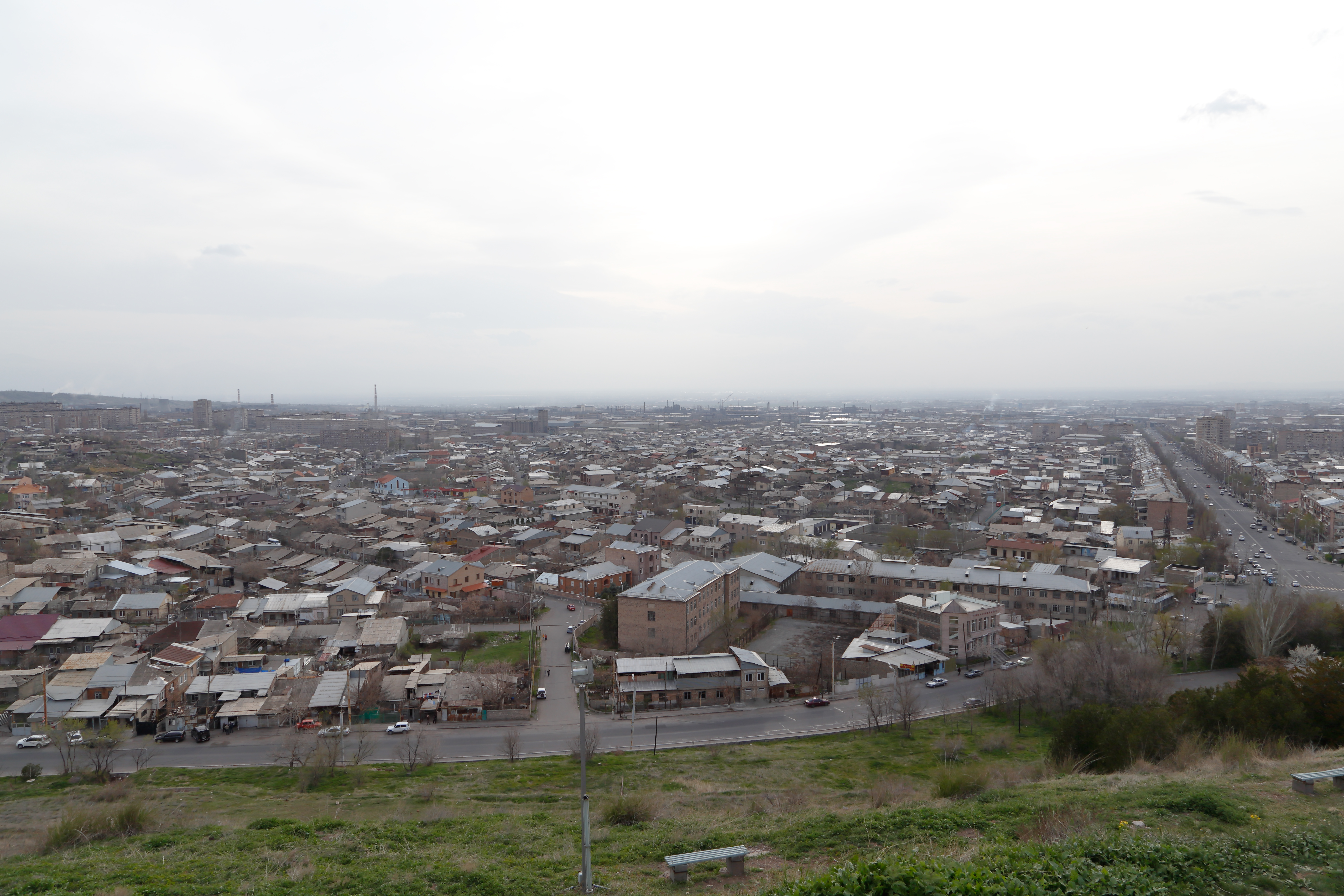
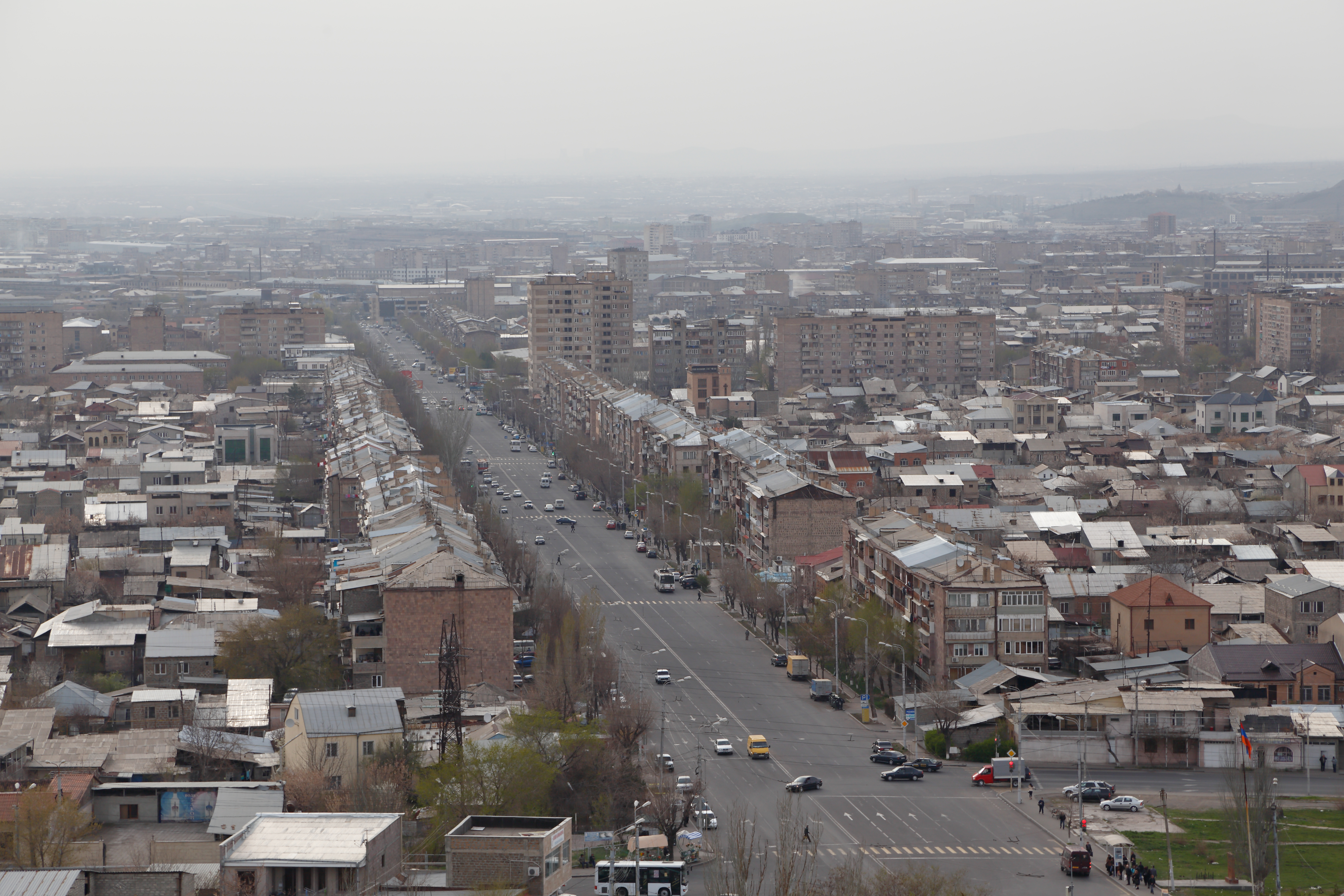
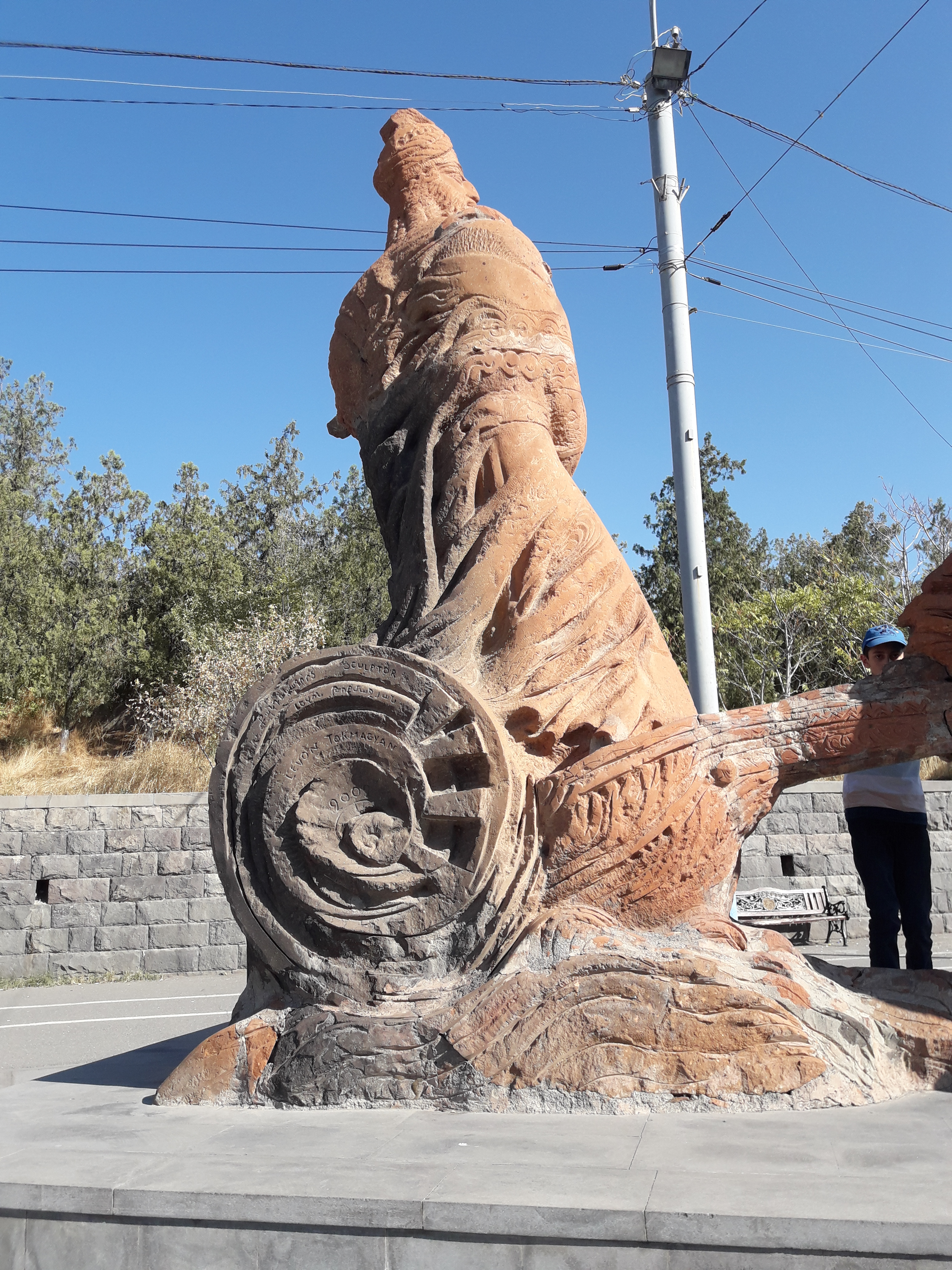
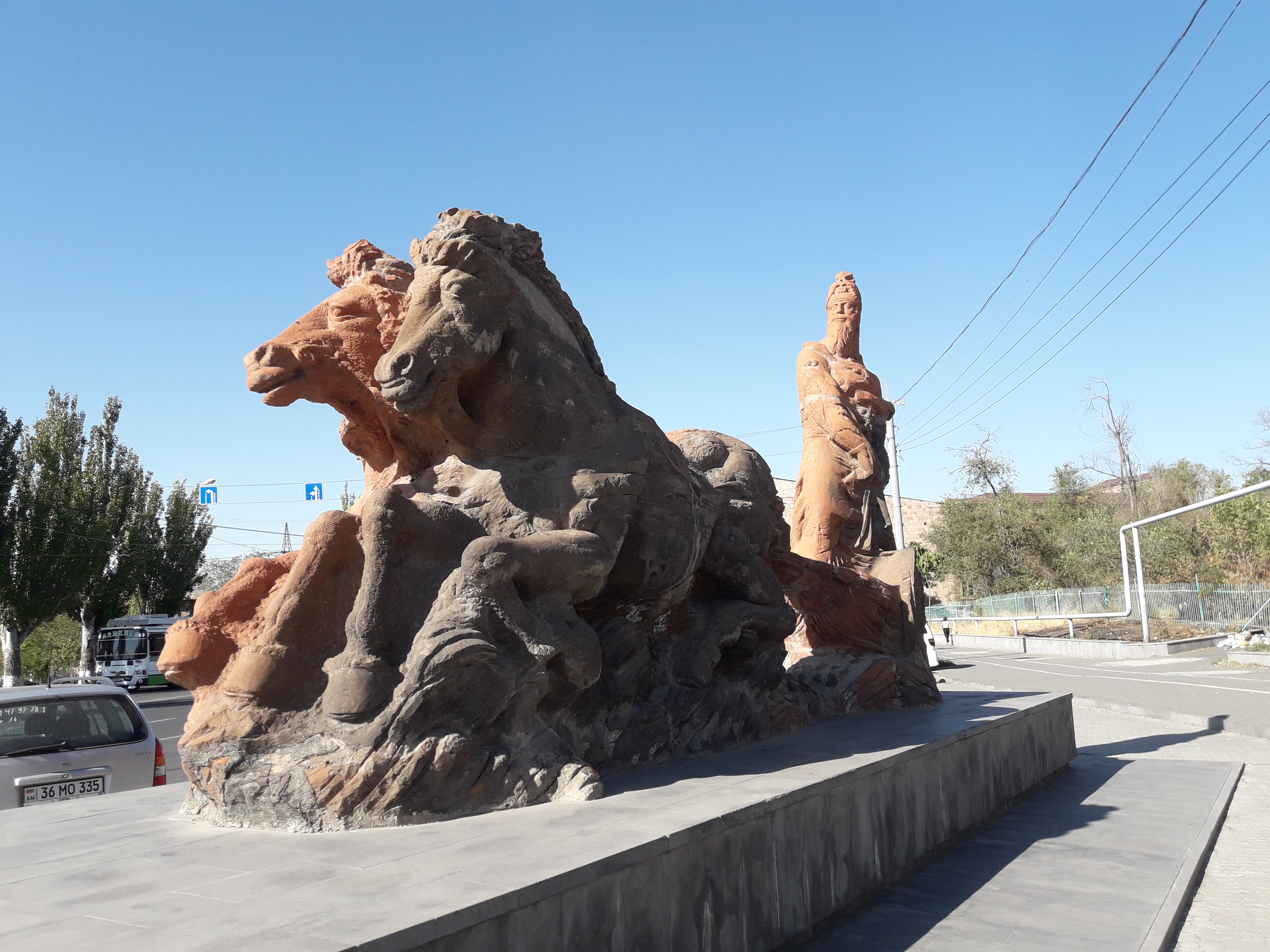